# الحرب الفيتنامية الكمبودية
الحرب الفيتنامية الكمبودية (بالخميرية: សង្គ្រាមកម្ពុជា-វៀតណាម، وبالفيتنامية: Chiến tranh Campuchia–Việt Nam) تُعرف في فيتنام بالهجوم المضاد على الحدود الجنوبية الغربية (بالفيتنامية: Chiến dịch Phản công Biên giới Tây-Nam)‏، وتُعرف من جانب القوميين الكمبوديين بالاحتلال الفيتنامي في كمبوديا (بالخميرية: ការលុកលុយរបស់វៀតណាមមកកម្ពុជា)‏، وكان النزاع المسلح بين جمهورية فيتنام الاشتراكية وكمبوتشيا الديمقراطية. بدأت الحرب بالهجمات المتكررة من قبل جيش الخمير الحمر على الحدود الجنوبية الغربية لفيتنام، مع اللحظة الحاسمة لمذبحة با تشوك، ما أسفر عن مقتل أكثر من 3000 مدني فيتنامي. في 25 ديسمبر 1978، شنت فيتنام غزوًا واسع النطاق من كمبوتشيا، وبعد ذلك احتلت البلاد وأزالت الحكومة من الحزب الشيوعي لكمبوتشيا من السلطة.
خلال حرب فيتنام، شكل الشيوعيون الفيتناميون والكمبوديون تحالفًا لمحاربة الأنظمة المدعومة من قِبل الولايات المتحدة في بلديهم. على الرغم من عرضهم المفتوح للتعاون مع الفيتناميين، خشيت قيادة الخمير الحمر من أن الشيوعيين الفيتناميون كانوا يخططون لتشكيل اتحاد هندي صيني مع فيتنام كقوة مهيمنة في المنطقة. من أجل استباق محاولة الفيتناميين للسيطرة عليهم، بدأت قيادة الخمير الحمر في تطهير الموظفين المدربين الفيتناميين في صفوفهم كما استسلم نظام لون نول في عام 1975. ثم، في مايو 1975، بدأت كمبوتشيا الديمقراطية المشكلة حديثًا، التي هيمن عليها الخمير الحمر، بمهاجمة فيتنام، بدءًا بهجوم على جزيرة فو كوك الفيتنامية.[بحاجة لمصدر]
على الرغم من القتال، أجرى قادة توحيد فيتنام وكمبوتشيا عدة تبادلات دبلوماسية عامة طوال عام 1976 لإبراز العلاقات التي يفترض أنها قوية بينهما. ومع ذلك، خلف الكواليس، استمر قادة كمبوتشيا بالخوف مما اعتبروه توسعًا فيتناميًا. لذلك، في 30 أبريل 1977، شنوا هجومًا عسكريًا كبيرًا آخر على فيتنام. بعد صدمة اعتداء كمبوتشيا، شنت فيتنام إضرابًا انتقاميًا في نهاية عام 1977 في محاولة لإجبار حكومة كمبوتشيا على التفاوض. في يناير 1978 انسحب الجيش الفيتنامي لأن أهدافه السياسية لم تتحقق. ظل الخمير الحمر غير راغبين في التفاوض بجدية.
استمر القتال على نطاق صغير بين البلدين خلال عام 1978، حيث حاولت الصين التوسط في محادثات السلام بين الجانبين. ومع ذلك، لم يوافق كِلا البلدين على حل وسط مقبول. بحلول نهاية عام 1978، قرر القادة الفيتناميون إزالة نظام كمبوتشيا الديمقراطي الذي يسيطر عليه الخمير الحمر، معتبرين أنه مؤيد للصين ومعادٍ لفيتنام. في 25 ديسمبر 1978، احتل 150,000 من القوات الفيتنامية كمبوتشيا الديمقراطية واجتاحت الجيش الثوري الكمبوتشي في أسبوعين فقط، وبذلك أنهت تجاوزات نظام بول بوت، الذي كان مسؤول ًا عن وفاة ما يقارب ربع الكمبوديين بين 1975 وديسمبر 1978. خفف التدخل العسكري الفيتنامي والسماح لاحقًا لقوات الاحتلال بدخول المساعدات الغذائية الدولية من المجاعة الضخمة التي نُظر إليها على أنها نهاية الإبادة الجماعية الكمبودية.
في 8 يناير 1979، تأسست جمهورية كمبوتشيا الشعبية الموالية للفيتنام (بّي آر كي) في بنوم بنه، لتكون بداية الاحتلال الفيتنامي لمدة عشر سنوات. خلال تلك الفترة، واصلت الأمم المتحدة الاعتراف بكمبوتشيا الديمقراطية بقيادة الخمير الحمر كحكومة كمبوتشيا الشرعية، حيث تشكلت العديد من مجموعات المقاومة المسلحة لمحاربة الاحتلال الفيتنامي. وراء الكواليس، اقترب رئيس وزراء جمهورية كمبوتشيا الشعبية، هون سين، من حزب فصائل الحكومة الائتلافية في كمبوتشيا الديمقراطية (سي جي دي كي) لبدء محادثات السلام. تحت الضغط الدبلوماسي والاقتصادي من المجتمع الدولي، نفذت الحكومة الفيتنامية سلسلة من الإصلاحات في السياسة الاقتصادية والخارجية، ما أدى إلى انسحابها من كامبوتشيا في سبتمبر 1989.
في اجتماع جاكرتا غير الرسمي الثالث في عام 1990، بموجب خطة السلام الكمبودية التي ترعاها أستراليا، اتفق ممثلو سي جي دي كي و بّي آر كي على ترتيب لتقاسم السلطة من خلال تشكيل حكومة وحدة تعرف باسم المجلس الوطني الأعلى (إس إن إس). كان دور إس إن إس تمثيل السيادة الكمبودية على المسرح الدولي، في حين أن سلطة الأمم المتحدة الانتقالية في كمبوديا (يو إن تي إيه سي) كانت مكلفة بالإشراف على السياسات المحلية للبلاد حتى ينتخب الشعب حكومة كمبودية. أُثبت أن طريق كمبوديا نحو السلام صعب، حيث قرر قادة الخمير الحمر عدم المشاركة في الانتخابات العامة، ولكن بدل ًا من ذلك اختاروا تعطيل العملية الانتخابية بشن هجمات عسكرية على قوات حفظ السلام التابعة للأمم المتحدة وقتل المهاجرين الفيتناميين العرقيين. في مايو 1993، هزمت حركة سيهانوك فنسينبك حزب الشعب الكمبودي، المعروف سابقًا باسم حزب الشعب الثوري الكمبوتشي، للفوز بالانتخابات العامة. ومع ذلك، رفضت قيادة حزب الشعب الكمبودي قبول الهزيمة، وأعلنوا أن المقاطعات الشرقية في كمبوديا، حيث أُدلى بمعظم الأصوات المؤيدة لحزب الشعب الكمبودي، سوف تنفصل عن كمبوديا. لتجنب نتيجة كهذه، وافق نورودوم راناريده، زعيم فنسينبك على تشكيل حكومة ائتلافية مع حزب الشعب الكمبودي. بعد ذلك بوقت قصير، استُعيدت الملكية الدستورية وحظرت الحكومة الكمبودية المشكلة حديثًا الخمير الحمر.

## الخلفية

### التاريخ الكمبودي الفيتنامي
خضعت أنغكور، مقر إمبراطورية الخمير، للتأثير الفيتنامي في بداية القرن الثالث عشر. انتشر النفوذ الفيتنامي بشكل تدريجي وغير مباشر، ولم تمارس فيتنام السيطرة المباشرة حتى أوائل القرن التاسع عشر. ومع ذلك، بدأت المحاولات الفيتنامية لضم كمبوديا في القرن السابع عشر عندما ساعدت القوات الفيتنامية المنشقين الكمبوديين في إسقاط ملكها المسلم الوحيد، راماثيبادي الأول. منذ ذلك الحين، تدخلت فيتنام بشكل متكرر في كمبوديا. في عام 1813، اعتلى ناك أونغ تشان العرش الكمبودي بمساعدة فيتنام، لتتحول كمبوديا تحت حكمه إلى محمية. بعد وفاته عام 1834، استعمرت فيتنام كمبوديا، وحكمتها إدارة فيتنامية وسُميت «مقاطعة» فيتنامية. طوال ثلاثينيات القرن التاسع عشر، حاولت فيتنام محو ثقافة الخمير، التي استمدت أساس المجتمع الكمبودي، واللباس، والدين من الهند بدل ًا من الصين. استمر الاتجاه المتمثل بالهيمنة الفيتنامية خلال الاستعمار الفرنسي، والتي بموجبها اضطرت كمبوديا للتنازل عن جزء كبير من المنطقة الجنوبية (الذي سيكون في وقت لاحق سايغون، ودلتا ميكونغ، وتاي ننه) لفيتنام. برر الخمير الحمر فيما بعد غاراتهم على فيتنام كمحاولة لاستعادة الأراضي التي فقدتها كمبوديا خلال القرون السابقة.

### صعود الشيوعية
بدأت الحركة الشيوعية في كمبوديا وفيتنام قبل الحرب العالمية الثانية بتأسيس الحزب الشيوعي الهندو صيني (آي سي بّي)، الذي يهيمن عليه الفيتناميون بشكل حصري تقريبًا، وكان الغرض منه محاربة الحكم الاستعماري الفرنسي في الهند الصينية. في عام 1941، أسس نجوين آي كووك (المعروف بلقب هو تشي منه) فيتنام دوك لاب دونج مينه هوي، أو فيتنام مينه. عندما هُزم اليابانيون في نهاية الحرب العالمية الثانية، بدأت حرب الاستقلال الهندوصينية الأولى ضد الفرنسيين. خلال هذا الوقت، استخدمت القوات الفيتنامية على نطاق واسع الأراضي الكمبودية لنقل الأسلحة والإمدادات والقوات. استمرت هذه العلاقة طوال حرب فيتنام، عندما استخدم الشيوعيون الفيتناميون كمبوديا طريق نقل ومنطقة انطلاق لشن هجمات على جنوب فيتنام. في عام 1951، وجهت فيتنام تأسيس الحزب الشيوعي الكمبودي المنفصل، الحزب الشعبي الثوري الكمبوتشي (كي بّي آر بي)، الذي تحالف مع حركة كمبودية انفصالية قومية، الخمير سري (الخمير الأحرار)، من أجل تحقيق الاستقلال. استنادًا لاتفاقية جنيف لعام 1954 أثناء التفاوض على نهاية الهيمنة الفرنسية، سحبت فيتنام الشمالية الشيوعية التي أُنشئت حديثًا جميع جنودها وكوادرها الفيت مينه من كمبوديا، ومع ذلك، بما أن الحزب الشعبي الثوري الكمبوتشي كان يضم في المقام الأول الفيتناميين العرقيين أو الكمبوديين تحت وصايته، انضم إليهم نحو 5000 من الكوادر الشيوعية.
سرعان ما مُلئ فراغ السلطة الذي تركه الشيوعيون الفيتناميون في أعقابهم في كمبوديا بعودة مجموعة شابة من الثوار الشيوعيين الكمبوديين، تلقى العديد منهم تعليمهم الشيوعي في فرنسا. في عام 1960، غير الحزب الشعبي الثوري الكمبوتشي اسمه إلى الحزب الشيوعي لكمبوتشيا (كي سي بّي)، وتبنى الاسم لاحقًا من قبل تحالف الأغلبية الذي تشكل حول سالوث سار (بول بوت)، وإينج ساري، وخيو سامبان باعتبارها المؤسسة السياسية الحقيقية لتخليد ذكرى الحزب الشيوعي لكمبوتشيا. أصبحت هذه الجماعة نشأة الخمير الحمر، وتأثر مذهبها بشدة بالإيديولوجية الماوية.